# 꿈나무도서관 (양주시)
양주시립 꿈나무도서관은 경기도 양주시 소재의 어린이 도서관이다.

## 연혁
- 2004.01.27 양주시에 어린이를 위한 도서관을 짓기로 결정
- 2004.12.29 어린이를 위한 도서관 건물을 짓기 시작함
- 2005.12.31 양주시립꿈나무도서관 건물완성
- 2006.06.02 어린이가 찾아올 수 있도록 양주시립도서관 개관

## 시설현황
- 3층: 우주입체영상관, 쉼터, 어른관, 북카페
- 2층: 도움방, 어린이방2
- 1층: 꼬마방, 어린이방1

## 이용 안내
이용 시간
- 09:00 ~ 18:00

휴관일
- 매주 금요일
- 국경일
- 임시로 쉬는 날: 도서관장이 어쩔 수 없는 이유로 필요하다고 하는 날